# منتخب فرنسا لدوري الرغبي
منتخب فرنسا الوطني لدوري الرغبي (بالفرنسية: Équipe de France de rugby à XIII)‏ هو ممثل فرنسا الرسمي في المنافسات الدولية في دوري الرغبي .